# Abraveses
Abraveses ist eine Gemeinde (Freguesia) im portugiesischen Kreis Viseu. In ihr leben 8350 Einwohner (Stand 19. April 2021).